# 벨기에의 맥주

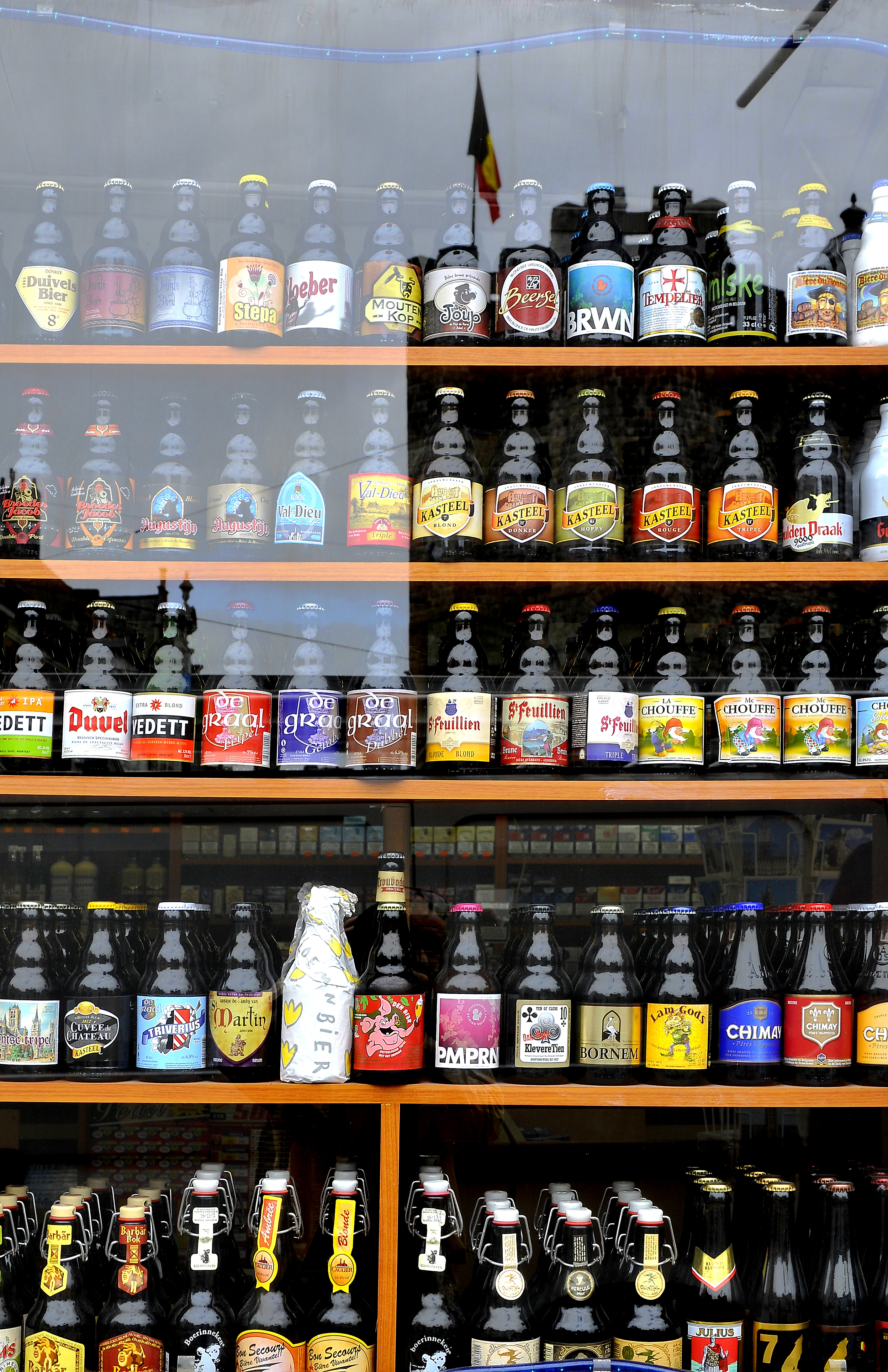

벨기에 맥주는 벨기에에서 제조되는 맥주의 총칭이다. 벨기에 국내에서도 전체 소비량 중 70 ~ 75%를 하면 발효 필스너가 차지하고 있으며, 필스너가 주류라고 할 수 있다.